# 魏军城
魏军城（1968年—），华人数学家，现任加拿大不列颠哥伦比亚大学教授。他的研究领域为非线性偏微分方程。自1994年以来，他在Annals of Math. Invent Math Duke Math等发表了超过400篇学术论文。
2010年，魏军城获得了晨兴数学奖银奖。 2014年，他成为了国际数学家大会的特邀报告人。